# G2 (политика)
Больша́я дво́йка, или G2, или Гру́ппа двух — проект неформального объединения Соединённых Штатов Америки и Китайской Народной Республики, предполагавший углубление стратегического взаимодействия и партнёрства двух стран для осуществления ими глобального управления и определения направлений развития мировой экономики. Являлся основным элементом политики новой администрации США в 2008 году в отношении Китая, являясь, по сути, предложением по созданию американо-китайского дуумвирата.

## Сторонники концепции
Впервые термин «Группа двух» или «Большая двойка» был использован в 2005 году экономистом Фредом Бергстеном в своей книге «Соединенные Штаты и мировая экономика» («The United States and the World Economy»). Многие представители американских академических кругов также активно отстаивали идею создания такого неформального объединения, в том числе Збигнев Бжезинский, активно защищавший данную концепцию и продвигавший её на встречах с китайскими представителями в Пекине, а также историки Нил Фергюсон и Мориц Шуларик, которые стали авторами неологизма «Chimerica». Кроме того, активно выступали за реализацию такого объединениями бывший президент Всемирного банка Роберт Зеллик и Джастин Ифу Линь, бывший главный экономист Всемирного банка. Сторонники G2 отмечали, что в условиях современной мирополитической ситуации решение любых проблем невозможно без участия США и Китая, поскольку они являются сильнейшими государствами мира. США и Китай должны взять на себя ответственность за определение путей дальнейшего развития мира, прежде всего, в экономической сфере. С развитием концепции круг задач перестал ограничиваться сугубо экономическими вопросами, а само предлагаемое объединение уже призывали принять лидерство в глобальном структурировании мира.

## Попытки реализации

Финансовый кризис 2008 года подтолкнул администрацию Обамы искать новые способы стимулирования экономики. В ноябре 2009 года во время визита Барака Обамы в Китай он настойчиво призывал провести ревальвацию юаня.

Попытки практически реализовать данную концепцию были предприняты Х. Клинтон в 2009 году, когда она впервые отправилась в другие страны в качестве госсекретаря США. Тогда ею были предложены проекты в области безопасности и борьбы с изменением климата. В мае 2009 года министр иностранных дел Великобритании Дэвид Милибэнд заявил, что Китай не будет соперничать с США в XXI веке, а присоединится к ним в клуб ведущих держав мира. Во время серии встреч между американским и китайским внешнеполитическим истеблишментом, а именно на полях саммита Большой двадцатки в Лондоне в апреле 2009 года и на саммите американо-китайского стратегического и экономического диалога в Вашингтоне в июле 2009 года, поднимались такие вопросы, как координация действий двух стран в экономической и внешнеполитической сфере, а также в области безопасности и энергетики. Тогдашний президент США даже согласился, что для того, «чтобы растущие экономики, такие как Китай, играли большую роль и несли большую ответственность», необходимо реформировать мировые финансовые институты. Российские эксперты сходятся во мнении, что, предлагая такое неформальное объединение Китаю, США преследовали цель использовать экономику Китая для выхода из кризиса. Именно финансовый кризис 2008 года подтолкнул администрацию Обамы искать новые способы стимулирования экономики. Эти рассуждения подкрепляет тот факт, что в ноябре 2009 года во время визита Барака Обамы в Китай он настойчиво призывал Китай провести ревальвацию юаня. Такой шаг позволил бы выровнять торговые отношения Китая и Соединённых Штатов и пошёл бы на пользу американской экономике.

## Критика концепции
Премьер Госсовета Китая Вэнь Цзябао открыто озвучил позицию Китая, заявив, что КНР не пойдёт на установление такого неформального объединения. Решение китайских политиков обосновывалось тем, что Китай ещё не готов на установление каких-либо союзов, тем более с развитыми странами, поскольку ему ещё только предстоит пройти полный путь модернизации, и он стремится проводить независимую политику. Кроме того, китайская элита считала, что таким образом США хотят решить свои проблемы за счёт китайской экономики, практически сведя на нет антикризисную программу Китая.
Кроме того, такой проект означал, что Китай был бы вынужден координировать свои внешнеполитические шаги с США. Однако Китай преследует политику максимальной диверсификации внешнеполитических связей, и образование такого дуумвирата привело бы к тому, что Китаю пришлось бы сворачивать своё активное взаимодействие с Ираном, а на фоне украинского кризиса, возможно, и с Россией, что для Китая было абсолютно неприемлемо. Кроме того, это противоречит стремлению Китая, России и других стран БРИКС достигнуть по-настоящему полицентричного мира. Так, китайские политики заявляли, что Китай никогда не будет стремиться к гегемонии, а такое объединение явно противоречило этому подходу. Более того, Пекин дал понять, что глобальные проблемы не могут быть решены в одиночку только двумя державами. К тому же лидеры Китая ясно осознавали, что это объединение будет союзом «неравных», где инициатива будет преимущественно в руках США.
Проект G2 также подвергся резкой критике со стороны России, вследствие чего в 2009 году Сюн Гуанкай, заместитель Генерального штаба Народно-освободительной армии Китая и директор Китайского института международных стратегических исследований, прочитал в Высшей Школе Экономики в Москве лекцию, в которой признал факт того, что «администрация Обамы предлагает Китаю взять больше ответственности за международные дела», однако уверил аудиторию, что Китай не принял инициативу США. Сюн Гуанкай также заявил, что КНР отказалась от такого предложения, поскольку оно противоречит её национальным интересам. Кроме него уверил российскую общественность в неготовности Китая соглашаться на проект G2 и шеф-корреспондент московского корреспондентского пункта газеты «Гуанмин жибао» Ян Чжэн, который заявил, что «Китай на G2 не пойдёт», ибо для Китая важно развивать отношения не только с США, но и с другими странами, в том числе с Россией. Кроме того, многие американские и китайские политологи не верили в возможность осуществления и функционирования такого объединения вследствие наличия большого количества проблем в американо-китайских отношениях, которые не могут позволить им совместно решать глобальные проблемы. Различия в позициях потребуют взаимных уступок и компромиссов, на что обе страны не готовы. Более того, потребности Китая как развивающейся державы в масштабном промышленном производстве делают, во-первых, затрудненным сотрудничество в сфере борьбы с загрязнением климата, и во-вторых, обостряет конкуренцию США и Китая в регионах, богатых природными ресурсами.